# جام حذفی فوتبال هلند
 جام حذفی فوتبال هلند  (به هلندی: KNVB beker) مسابقاتی است که به صورت حذفی در کشور هلند از سال ۱۸۹۹ میلادی تاکنون برگزار می‌شود. این جام از ۸۸ تیم که از سراسر کشور هلند در آن شرکت می‌کنند برگزار می‌شود.
باشگاه فوتبال آژاکس با ۲۰ قهرمانی پرافتخارترین تیم این سری مسابقات به حساب می‌آید.

## تیم‌ها بر پایه بیشترین قهرمانی
|   | باشگاه          | # قهرمانی | سال‌های قهرمانی |
| - | --------------- | --------- | --- |
| ۱ | آژاکس           | 20        | ۱۹۱۷، ۱۹۴۳، ۱۹۶۱، ۱۹۶۷، ۱۹۷۰، ۱۹۷۱، ۱۹۷۲، ۱۹۷۹، ۱۹۸۳، ۱۹۸۶، ۱۹۸۷، ۱۹۹۳، ۱۹۹۸، ۱۹۹۹، ۲۰۰۲، ۲۰۰۶، ۲۰۰۷، ۲۰۱۰، ۲۰۱۹، ۲۰۲۱ |
| ۲ | فاینورد         | 14        | ۱۹۳۰، ۱۹۳۵، ۱۹۶۵، ۱۹۶۹، ۱۹۸۰، ۱۹۸۴، ۱۹۹۱، ۱۹۹۲، ۱۹۹۴، ۱۹۹۵، ۲۰۰۸، ۲۰۱۶، ۲۰۱۸، ۲۰۲۴                                     |
| ۳ | آیندهوون        | 11        | ۱۹۵۰، ۱۹۷۴، ۱۹۷۶، ۱۹۸۸، ۱۹۸۹، ۱۹۹۰، ۱۹۹۶، ۲۰۰۵، ۲۰۱۲، ۲۰۲۲، ۲۰۲۳                                                       |
| ۴ | Quick Den Haag  | 4         | ۱۹۰۹، ۱۹۱۰، ۱۹۱۱، ۱۹۱۶                                                                                                 |
| ۵ | توئنته          | 3         | ۱۹۷۷، ۲۰۰۱، ۲۰۱۱ |
| ۵ | آلکمار          | 3         | ۱۹۷۸، ۱۹۸۱، ۱۹۸۲ |
| ۵ | Koninklijke HFC | 3         | ۱۹۰۴، ۱۹۱۳، ۱۹۱۵ |
| ۵ | اسپارتا روتردام | 3         | ۱۹۵۸، ۱۹۶۲، ۱۹۶۶ |
| ۵ | اوترخت          | 3         | ۱۹۸۵، ۲۰۰۳، ۲۰۰۴ |
| ۵ | فورتونا سیتارد  | 2         | ۱۹۵۷، ۱۹۶۴ |